# Sascha Dragićević
Sascha Janko Dragićević (* 6. März 1969 in Bonn-Bad Godesberg) ist ein deutscher Komponist.

## Leben
1969 in Bonn geboren und aufgewachsen, studierte Dragićević ab 1990 an der Hochschule für Musik Köln. Zu seinen dortigen Lehrern zählten Krzysztof Meyer und York Höller (Komposition), Hans Ulrich Humpert (elektronische Komposition), Klaus Oldemeyer (Klavier), Christoph Caskel (zeitgenössische Kammermusik) und Paulo Álvares (Improvisation). Er belegte Kompositionskurse bei Klaus Huber, György Ligeti, Helmut Lachenmann, Karlheinz Stockhausen, Mauricio Kagel und Georg Katzer.
Für seine Werke, die international aufgeführt und beachtet wurden, erhielt Dragićević zahlreiche Auszeichnungen, wie z. B. 2004 das Bernd-Alois-Zimmermann-Stipendium der Stadt Köln. In der jüngeren Vergangenheit arbeitete er u. a. zusammen mit Collegium Novum Zürich, Ensemble Adapter, der Internationalen Ensemble Modern Akademie, dem Pariser Ensemble Cairn, dem Minguet-Quartett, der Pianistin Susanne Kessel, sowie mit dem instrumental-elektroakustischen Ensemble Soundspaces. Dragićević konzertiert als Solist der eigenen Klavierwerke sowie im Bereich der Improvisierten Musik.
Zusätzlich zur reinen Instrumental- und Vokalmusik arbeitet er im Bereich elektroakustischer Komposition. Hier liegt der Schwerpunkt seines Schaffens in der Verbindung von Instrumentalklängen mit Live-Elektronik und fixierten elektroakustischen Klängen.
Er arbeitete u. a. am Institut für Musik und Akustik des Zentrums für Kunst und Medientechnologie in Karlsruhe, dem Institute for Computer Music and Sound Technology (ICST) in Zürich, dem Studio für elektronische Musik der Hochschule für Musik Köln, sowie dem Studio für elektroakustische Musik der Hochschule für Musik Franz Liszt Weimar.
Seine Werke erscheinen seit 2015 in der Edition Gravis.
Sascha Janko Dragićević lebt in Berlin.

## Auszeichnungen und Stipendien
- 1998: 1. Preis beim Kompositionswettbewerb Forum Ost/West Köln
- 1998: Kompositionsstipendium des Else-Heiliger-Fonds der Konrad-Adenauer-Stiftung
- 1999: 1. Preis beim internationalen AVW Piano Composers Cup
- 1999: 1. Preis beim 13. internationalen Kompositionswettbewerb der sommerlichen Musiktage Hitzacker
- 2002: Förderpreis des Vereins der Opernfreunde Bonn
- 2004: Bernd-Alois-Zimmermann-Stipendium der Stadt Köln
- 2007: Förderpreis beim internationalen Komponistenworkshop Franz Liszt in Weimar
- 2008: Arbeitsstipendium im Künstlerhaus Lukas, gefördert durch das Land Mecklenburg-Vorpommern
- 2008: Arbeitsstipendium am Studio für elektroakustische Musik der Hochschule für Musik Franz Liszt Weimar
- 2010: Stipendium am Institut für Musik und Akustik des ZKM in Karlsruhe
- 2011: Kompositionsstipendium des Berliner Senats
- 2012: Artist in Residency am Institute for Computer Music and Sound Technology (ICST) in Zürich
- 2014: Paris-Stipendium an der Cité Internationale des Arts Paris für 2014/15, gefördert durch die Kulturverwaltung des Berliner Senats

## Werke
- Aus Strom fliehender Zeiträume für Klavier: Nr. 1: näherkommende Ferne, Nr. 2: Nähe kommender Ferne, 1991–92
- Malerba Musik für Klavier, Klarinette, Violoncello und Posaune, 1997–98
- Windschatten für Streichquartett, Version 1, 1998
- Wasser und Feuer Musik nach einem Text von Paul Celan für Sopran und sechs Instrumentalisten, 1999–2000/08
- Aus Strom fliehender Zeiträume Nr. 3: Quarks für Klavier und elektronische Klänge, Version 1, 2000–01
- Die Forschungsreise des Professors Tarantoga Kammeroper frei nach dem gleichnamigen Hör- und Fernsehspiel von Stanisław Lem für 6 Sänger, 10 Instrumente und elektronische Klänge / Szenen 1, 2 und 5, 2002–04
- Autogamie für Fagott und elektronische Klänge (7 versch. Versionen, auch für Fagott solo oder als elektronische Musik) (Als Kompositionsauftrag für das Ensemble Modern gefördert durch die Kunststiftung NRW), 2005–06
- Strings für Streichquartett und elektronische Klänge (Kompositionsauftrag der  Hochschule für Musik Franz Liszt Weimar), 2008/11
- Aus Strom fliehender Zeiträume für Klavier: Nr. 5: Aus nächster Ferne (Teil von Kreisleriana 2010 für Susanne Kessel), 2009
- Symbiosen für Saxophon, Fagott, live-Elektronik und elektronische Zuspielklänge (Als Kompositionsauftrag gefördert durch die Kunststiftung NRW), 2010/12
- Noć Nachtmusik für 8 Instrumentalisten (Kompositionsauftrag der Kunststiftung Sachsen-Anhalt und des Impuls Festivals für Neue Musik Sachsen-Anhalt), 2011
- SAN Musik für 5 Instrumente und Elektronik, 2015(Gefördert durch das Kompositionsstipendium der Kulturverwaltung des Berliner Senats, sowie durch das  Institute for Computer Music and Sound Technology Zürich (ICST), und durch die Fondation Francis  et Mica Salabert)
- Druga Noć Nachtmusik für 11 Instrumentalisten, 2015